# What a Girl Likes
What a Girl Likes è un singolo della rapper statunitense Cardi B pubblicato il 10 giugno 2016.

## Descrizione
Il brano prodotto da SwiftOnDemand e J. White Did It è la quinta traccia del mixtape Underestimated: The Album di artisti vari, componenti dell'etichetta discografica KSR Group.

## Tracce
Testi e musiche di Belcalis Alamnzar, Delroy Ford, Klenord Raphael e Anthony White.
1. What a Girl Likes – 2:22